# Начальник полиции (Полиция Финляндии)
Начальник полиции (фин. poliisipäällikkö) — офицерское звание полиции Финляндии, должность руководителя местного полицейского управления. Ближайшее нижестоящее звание заместитель начальника полиции. Более высокие звания встречаются только в национальном и окружном руководстве полиции. В Хельсинки, ввиду особого статуса города, начальник полиции находится в иерархии выше, чем начальники полиции в других городах.